# Mystides uschakovi
Mystides uschakovi är en ringmaskart som beskrevs av Hartmann-Schröder 1979. Mystides uschakovi ingår i släktet Mystides och familjen Phyllodocidae. Inga underarter finns listade i Catalogue of Life.